# در انتظار امشب
«در انتظار امشب» (به انگلیسی: Waiting for Tonight) تک‌آهنگی از هنرمند اهل ایالات متحده آمریکا جنیفر لوپز است که در سال ۱۹۹۹ میلادی منتشر شد. این تک‌آهنگ در آلبوم آن د سیکس قرار داشت.
این تک‌آهنگ در چارت‌های در رتبه اول و در چارت‌های کانادا، استرالیا، والونیا، فنلاند، نیوزلند، اسپانیا جزو ده ترانه اول قرار گرفت.